# Янко Йорданов (кмет)
Вижте пояснителната страница за други личности с името Янко Йорданов.
Янко Стоянов Йорданов е български политик, кмет на Велики Преслав (от 2019 г.), издигнат от ГЕРБ.

## Биография
Янко Йорданов е роден на 8 октомври 1978 г. във Велики Преслав, но израства в близкото село Драгоево. Учи в ТГСД „Сава Младенов“ в Тетевен, а след това завършва Лесотехническия университет (ЛТУ) в София. По-късно е назначен за старши експерт по лова в Североизточното държавно предприятие Шумен, старши лесничей и заместник-директор в ДГС „Преслав“, а след това става шеф на ДГС „Преслав“ до 2019 г.

### Политическа дейност
На местните избори през 2019 г. е кандидат за кмет на община Велики Преслав, издигнат от ГЕРБ. На проведения първи тур получава 2015 гласа (или 37,15%) и се явява на балотаж с кандидата на ДПС – Христо Кюркчиев, който получава 1288 гласа (или 23,75%). Избран е на втори тур с 3031 гласа (или 65,34%).